# 中馬
中马即马来西亚半岛的中西部。中马狭义指巴生谷一带；广义则指从霹雳州中部至森美兰州。但大部分指的是雪兰莪、吉隆坡和布城三个州属和联邦直辖区。从这里坐车到槟城需要4小时，到新山则需3小时。

## 种族
这里的种族比例以马来人为多数，而当地也有许多华人和印度人住在城市地区，原住民则可在蒂蒂旺沙山脉找到。

## 主要城市
- 霹雳州：怡保、安顺和曼绒县（实兆远）
- 雪兰莪：安邦、加影、雪邦（含赛城）、巴生、莎亚南、梳邦再也（含沙登和蒲种）、八打灵再也、士拉央（含万挠、黑风洞镇和鹅唛）、瓜拉冷岳（万津）
- 联邦直辖区：吉隆坡和布城
- 森美兰：芙蓉和波德申

## 华人方言
这里的人使用的方言多为广东话，当地也有部分华人使用福建话、潮州话等。

## 接壤
实际上，中马并无与国家接壤的州属。